# Ось Воейкова
Ось Воейкова — осевая часть (гребень) полосы высокого атмосферного давления, простирающейся через Евразию приблизительно вдоль 50-й параллели.

## История открытия явления
Названа в честь климатолога Александра Воейкова, исследовавшего это явление. Сам же он называл его большой осью материка. Также известна в литературе под названиями «барометрическая ось Воейкова» и «климатическая ось Воейкова». Иногда упоминается как ось Воейкова-Броунова.
Изучением атмосферной циркуляции А. И. Воейков плотно занимался в начале 1870-х годов, одновременно активно путешествуя. В конце 1872 года он отправляется в США. Попутно он посещает целый ряд европейских городов: Вену, Берлин, Готу, Утрехт, Лондон. В Готе Воейков подготавливает к изданию работу об атмосферной циркуляции, которая выходит в 1874 году на немецком языке под названием «Die atmosphärische Zirkulation» в приложении к «Petermanns Mitteilungen». В начале 1873 года он добирается до США, где посещает Нью-Йорк, Бостон, Нью-Хейвен и Вашингтон.
В Вашингтоне Воейков встречается с секретарем Смитсоновского института Генри, который предлагает закончить работу о ветрах земного шара, начатую умершим профессором Коффином. На эту работу Воейков потратил всю осень 1873 года. Новый материал позволил по-новому подойти к описываемому явлению. Воейков расширил имевшийся анализ связи ветра с давлением, дополнив его климатологическими выводами о роли Сибирского антициклона и его отрога, вытянутого в Европу.

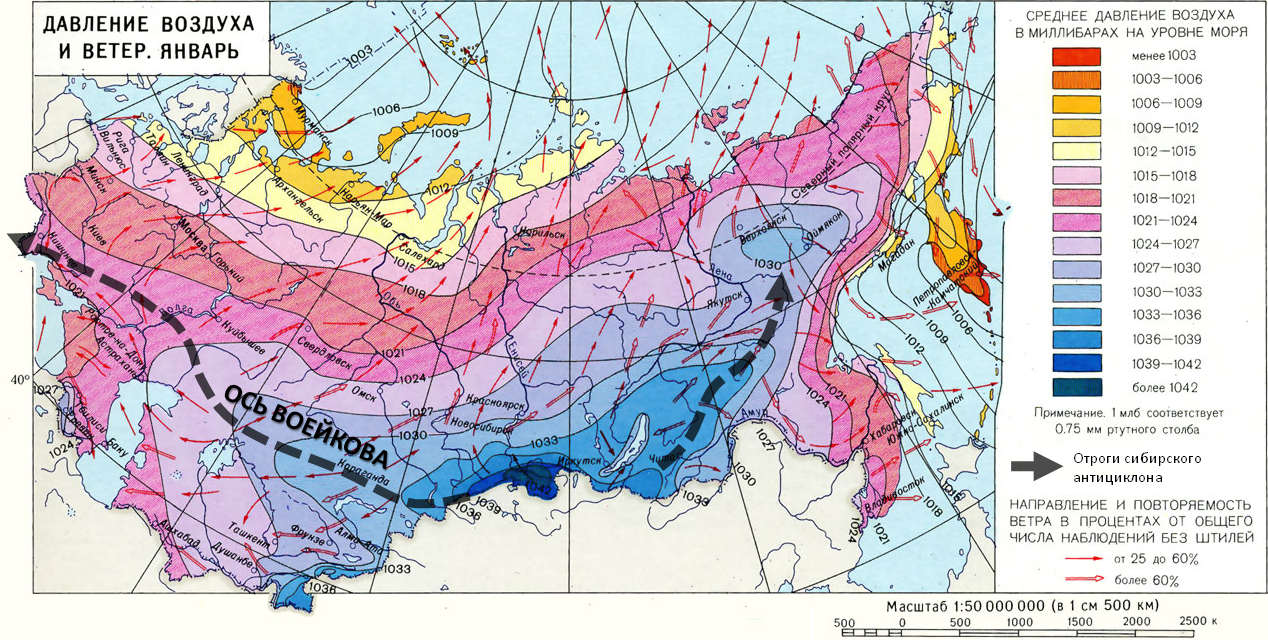
Ось Воейкова наложенная поверх карты атмосферного давления и направления ветров в зимний период

## Механизм формирования оси Воейкова
Формирование оси Воейкова связано с континентальностью климата во внутренних районах Евразии. В зимний период территории Монголии и Сибири испытывают сильное охлаждение. Это приводит к формированию устойчивого максимума атмосферного давления — Сибирского антициклона. Его формированию способствуют не только огромные размеры материка, но и рельеф земной поверхности. В Туве и Северной Монголии находятся обширные котловины и долины, окруженные высокими горными хребтами. Зимой в них происходит застаивание охлажденного воздуха, что благоприятствует росту атмосферного давления.
С территории Монголии и юга Сибири область высокого давления расходится в виде двух языков (отрогов) в двух направлениях — в северном и западном. На север отходит восточносибирский антициклон. С ним связана ясная, тихая и сильно морозная погода, которая устанавливается зимой на просторах Восточной Сибири. На запад отходит ось Воейкова, которая прослеживается на территории Казахстана и на юге Восточно-Европейской равнины. Она проходит приблизительно по линии Кызыл — Уральск — Саратов — Харьков — Кишинев. Если быть более точным, на этом отрезке она проходит по водоразделу Урала и Илека, через Уральск по Саратовскому Заволжью немного к югу от Маркса, на Правобережье Волги резко поднимаясь до 52 градуса северной широты, немного к югу от Петровска идет на запад до района Турков, после чего снижается на юго-запад, проходя в 20—25 км к северу от Балашова и в 10—15 км к северу от Борисоглебска, через Лискинский район и юго-восток Белгородской области и, проходя в районе Харькова, уходит на Молдову. К западу от Молдовы она продолжается, постепенно ослабевая, вплоть до Южной Франции, где уже ощущается действие другого центра повышенного давления — Азорского антициклона.
Зимой на территории Евразии ось Воейкова играет важную климатообразующую роль, являясь крупным ветроразделом. В зимний период к северу от оси преобладают западные и юго-западные ветры. На севере Восточно-Европейской равнины действие оси Воейкова подчеркивается Исландским минимумом. Их соседство усиливает здесь западный перенос, несущий влажные и относительно теплые воздушные массы. К югу от оси Воейкова дуют северо-восточные и восточные ветры. Они несут сухой и холодный континентальный воздух умеренных широт из Азиатского максимума.
В летний период максимум высокого давления над Монголией исчезает. При этом ось Воейкова сохраняется в ослабленном состоянии, но теряет своё ветрораздельное значение. В этот период она поддерживается уже не Сибирским антициклоном, а Азорским антициклоном, со стороны которого на восток движутся антициклоны.

## Ось Воейкова как природный рубеж
Ось Воейкова является не только ветро- и климаторазделом. С ней связаны и другие крупные природные рубежи. На Восточно-Европейской равнине вблизи оси Воейкова проходит граница между лесостепью и степью. На этот факт впервые обратил внимание Л. С. Берг.